# Temalacatzingo
Temalacatzingo es una localidad del estado mexicano de Guerrero. Es parte del municipio de Olinalá.

## Toponimia
El nombre «Temalacatzingo» proviene de los términos en náhuatl: temalacatl, círculo de piedra usado para combates ceremoniales; tzin, diminutivo; co, locativo. Su significado es «En el pequeño Temalácatl».

## Demografía
| Gráfica de evolución demográfica |
|                                  |

| Censo | Población |
| ----- | --------- |
| 1900  | 1 355     |
| 1910  | 1 868     |
| 1921  | 1 536     |
| 1930  | 1 523     |
| 1940  | 1 636     |
| 1950  | 1 810     |
| 1960  | 2 885     |
| 1970  | 2 128     |
| 1980  | 1 786     |
| 1990  | 2 321     |
| 2000  | 3 118     |
| 2010  | 3 602     |
| 2020  | 4 344     |